# Coco Marusix
Coco Marusix Campos (Callao, 3 de diciembre de 1964) es una drag queen y vedette peruana. Se convirtió en un ícono LGBT de su país gracias a la fama que alcanzó en la década de 1990.

## Biografía
Marusix nació en el distrito de La Perla del Callao el 3 de diciembre de 1964. Se inició en el mundo del transformismo y el baile desde muy joven, en la década de 1980. Fue descubierta durante un concurso de belleza por el productor Efraín Aguilar, quien la convocó para un número de revista musical (Music Travesti Hall) donde imitaba a Marilyn Monroe y a Tongolele.
A finales de los 90, cuando era famosa en el mundo artístico, incursionó en la televisión. Junto a Marisol Malpartida, condujo en 1998 el programa Loca Visión a través del canal 9 ATV; solo duró un episodio antes de ser censurado. También fue parte del elenco de vedettes del programa humorístico Risas y salsa. Además partició en el cine con la película Nunca más, lo juro en 1991.
En 2002 participó en la película Baño de damas del director Michael Kats haciendo el papel de una mujer transexual.
Al año siguiente, en marzo de 2003, sufrió un accidente cerebrovascular que afectó la movilidad de sus extremidades inferiores, lo que le alejó de los escenarios y le causó una profunda depresión.
En 2015 participó en la multitudinaria Marcha por la igualdad y el orgullo gay en Lima, junto a artistas como Ricardo Morán, Tatiana Astengo, Mónica Sánchez, y la política Verónika Mendoza.
En 2018 fue jurado invitada en el programa concurso El artista del año, conducido por Gisela Valcárcel.

## Legado
La personalidad estadounidense Miss Coco Peru adopta el nombre artístico en que conoció personalmente a finales de los años 1990.
En 2023 la drag queen peruana Georgia Hart la interpretó en la película biográfica Chabuca, que retrata la vida de Ernesto Pimentel.

## Filmografía

### Televisión
- Loca Visión
- Risas y salsa
- El artista del año

### Películas
- Nunca más, lo juro (1991)
- Baño de damas (2003)